# Embajada de España en Albania
La Embajada de España en Albania es la máxima representación legal del Reino de España en la República de Albania.

## Embajador
El actual embajador es Gabriel Cremades Ventura, quien fue nombrado por el gobierno de Pedro Sánchez el 5 de marzo de 2025 como sustituto de Álvaro Renedo Zalba, nombrado por el mismo gobierno el 17 de noviembre de 2021.

## Misión Diplomática
La embajada española en Tirana es la única misión diplomática de España en el país balcánico. Fue creada en 2006con carácter residente.

## Historia
España reconoció como estado soberano a Albania en el año 1922 y estableció un consulado en Tirana en 1929, en el entonces Reino de Albania. La ocupación italiana de Albania en 1939 hizo pasar a la embajada española en Roma las relaciones con Albania.
Con el establecimiento de la República Popular de Albania en 1946, las diferencias ideológicas entre el régimen de Franco y el gobierno de Albania congelaron las relaciones diplomáticas al más alto nivel. España y Albania establecieron relaciones diplomáticas en 12 de septiembre de 1986, aunque los asuntos consulares de Tirana dependieron de la embajada española en Belgrado hasta 1993 cuando pasaron a depender de la embajada española en Roma. Finalmente, en 2006 el gobierno español creó una embajada española en Albania.